# Премия Европейской киноакадемии 2012
25-я церемония вручения премии Европейской киноакадемии за достижения в области европейского кинематографа за 2011 год состоялась 1 декабря 2012 года в столице Мальты Валлетте. Номинанты были объявлены 3 ноября 2012 года в ходе Европейского кинофестиваля в Севилье.
Церемония вручения транслировалась более чем в 50 странах в прямом эфире. Ведущей в очередной раз выступила немецкая актриса Анке Энгельке. Почётные призы за жизненные достижения вручены британской актрисе Хелен Миррен и итальянскому кинорежиссёру Бернардо Бертолуччи.

## Список номинантов
Количество наград/общее количество номинаций:
- 4/6: «Любовь»
- 2/5: «Стыд»
- 1/5: «Охота»
- 2/4: «Шпион, выйди вон!»
- 0/3: «1+1» / «Барбара» / «Цезарь должен умереть»
- 0/2: «Резня» / «Однажды в Анатолии» / «Фауст» / «Королевский роман»

Здесь приведён полный список номинантов и победителей премии.
| Победители выделены отдельным цветом. |

| Категории                                | Номинанты и победители                                            |
| ---------------------------------------- | ----------------------------------------------------------------- |
| Лучший европейский фильм                 | • «Любовь» — реж. Михаэль Ханеке ( Австрия, Франция, Германия)    |
| Лучший европейский фильм                 | • «Барбара» — реж. Кристиан Петцольд ( Германия)                  |
| Лучший европейский фильм                 | • «Стыд» — реж. Стив Маккуин ( Великобритания)                    |
| Лучший европейский фильм                 | • «Охота» — реж. Томас Винтерберг ( Дания)                        |
| Лучший европейский фильм                 | • «Цезарь должен умереть» — реж. братья Тавиани ( Италия)         |
| Лучший европейский фильм                 | • «1+1» — реж. Оливье Накаш и Эрик Толедано ( Франция)            |
| Лучший анимационный полнометражный фильм | • «Алоис Небель» — реж. Томас Лунак ( Чехия)                      |
| Лучший анимационный полнометражный фильм | • «Пираты! Банда неудачников» — реж. Питер Лорд ( Великобритания) |
| Лучший анимационный полнометражный фильм | • «Морщинки» — реж. Игнасио Феррерас ( Испания)                   |
| Лучшая режиссёрская работа               | • Михаэль Ханеке — «Любовь»                                       |
| Лучшая режиссёрская работа               | • Нури Бильге Джейлан — «Однажды в Анатолии»                      |
| Лучшая режиссёрская работа               | • Стив Маккуин — «Стыд»                                           |
| Лучшая режиссёрская работа               | • Братья Тавиани — «Цезарь должен умереть»                        |
| Лучшая режиссёрская работа               | • Томас Винтерберг — «Охота»                                      |
| Лучшая мужская роль                      | • Жан-Луи Трентиньян — «Любовь»                                   |
| Лучшая мужская роль                      | • Франсуа Клюзе, Омар Си — «1+1»                                  |
| Лучшая мужская роль                      | • Майкл Фассбендер — «Стыд»                                       |
| Лучшая мужская роль                      | • Мадс Миккельсен — «Охота»                                       |
| Лучшая мужская роль                      | • Гэри Олдмен — «Шпион, выйди вон!»                               |
| Лучшая женская роль                      | • Эмманюэль Рива — «Любовь»                                       |
| Лучшая женская роль                      | • Эмили Декенн — «Наши дети»                                      |
| Лучшая женская роль                      | • Нина Хосс — «Барбара»                                           |
| Лучшая женская роль                      | • Маргарет Тизель — «Рай: Любовь»                                 |
| Лучшая женская роль                      | • Кейт Уинслет — «Резня»                                          |
| Лучший сценарий                          | • Томас Винтерберг, Тобиас Линдхольм — «Охота»                    |
| Лучший сценарий                          | • Михаэль Ханеке — «Любовь»                                       |
| Лучший сценарий                          | • Кристиан Мунджиу — «За холмами»                                 |
| Лучший сценарий                          | • Оливье Накаш, Эрик Толедано — «1+1»                             |
| Лучший сценарий                          | • Роман Полански, Ясмина Реза — «Резня»                           |
| Европейское открытие                     | • «Галчонок» — реж. Баудевейн Коле ( Нидерланды)                  |
| Европейское открытие                     | • «Крепыш» — реж. Мадс Маттисен ( Дания)                          |
| Европейское открытие                     | • «Портрет в сумерках» — реж. Ангелина Никонова ( Россия)         |
| Европейское открытие                     | • «Пропавший» — реж. Ян Шпеккенбах ( Германия)                    |
| Европейское открытие                     | • «Сломленные» — реж. Руфус Норрис ( Великобритания)              |
| Лучшая операторская работа               | • Шон Боббитт — «Стыд»                                            |
| Лучшая операторская работа               | • Брюно Дельбоннель — «Фауст»                                     |
| Лучшая операторская работа               | • Дариус Хонджи — «Любовь»                                        |
| Лучшая операторская работа               | • Гёкхан Тирьяки — «Однажды в Анатолии»                           |
| Лучшая операторская работа               | • Хойте ван Хойтема — «Шпион, выйди вон!»                         |
| Лучшая музыка                            | • Альберто Иглесиас — «Шпион, выйди вон!»                         |
| Лучшая музыка                            | • Габриэль Яред, Сирилль Офорт — «Королевский роман»              |
| Лучшая музыка                            | • Джордж Фентон — «Доля ангелов»                                  |
| Лучшая музыка                            | • Франсуа Кутюрье — «Шун Ли и поэт»                               |
| Лучшая работа художника-постановщика     | • Мария Дьюркович — «Шпион, выйди вон!»                           |
| Лучшая работа художника-постановщика     | • Нильс Сейер — «Королевский роман»                               |
| Лучшая работа художника-постановщика     | • Елена Жукова — «Фауст»                                          |
| Лучший монтаж                            | • Джо Уокер — «Стыд»                                              |
| Лучший монтаж                            | • Янус Биллесков, Янсен Эстеруд, Энн Эстеруд — «Охота»            |
| Лучший монтаж                            | • Роберто Перпиньяни — «Цезарь должен умереть»                    |

## Почётные призы
Специальные премии за жизненный вклад в кинематограф вручены британской актрисе Хелен Миррен и итальянскому кинорежиссёру Бернардо Бертолуччи.
| Награда за вклад в кинематограф | Фотография | Персона               |
| ------------------------------- | ---------- | --------------------- |
| Почётная премия                 |            | • Хелен Миррен        |
| Почётная премия                 |            | • Бернардо Бертолуччи |